# Ідея Олександрівна
Ідея Олександрівна (справжнє ім'я: Анна-Марія; нар. 2001 на Буковині) — українська відеоблогерка, створює відео на філологічну тематику.

## Блогерство
Перше своє відео блогерка записала по закінченні 2 курсу університету. Спочатку вона вирішила приділити увагу контенту для майбутніх студентів та студенток — нинішніх 11-класників та 11-класниць. Перше відео стосувалось огляду роману Валер'яна Підмогильного «Місто». Згодом блогерка свій фокус уваги частково замінила на мовознавчий — на каналі з'явилися відео про суржик, а також українські діалекти та говірки, зокрема бойківську та гуцульську.

### Монетизація
Ідея Олександрівна закрила свій «патреон» із початку повномасштабного вторгнення країни-агресора з політичних причин. Вона вважає, що благодійні внески на користь ЗСУ є більш корисною справою.

### Авдиторія
Ютуб-канал «ідея олександрівна» налічує 32 відео, авдиторія налічує 131 тис. осіб, загальна кількість переглядів станом на жовтень 2023 — 3,93 млн.